# Klitfyr
Klitfyr (Pinus contorta) er et stedsegrønt nåletræ med en uregelmæssigt kegleformet krone. Lave, forkrøblede buskformer ses også. Grenene er forvredne, men alt i alt opstigende. Senere i træets liv bliver de udbredte og overhængende. Træet er hyppigt plantet i Danmark, især i f.eks. klitplantager i Jylland. Arten er tilpasset til at forynge sig ved skovbrand på den måde, at koglerne først åbner sig efter opvarmning.

## Beskrivelse
Barken er først rynket og olivenbrun. Det andet år bliver den brun-orange med hvide striber. Gamle grene og stammer får en lysebrun, skællet bark. Knopperne er tynde og cylindriske (ofte snoede) med brune skæl og dækket af rigeligt med harpiks.
Mørkegrønne nåle sidder parvist på dværgskud, der er meget tætsiddende, sådan at nålene næsten dækker langskuddet. Pollenraklerne sidder tæt kransstillet på nogle af skuddene. De hunlige kogler er samlet i runde, mørkerøde stande, som sidder på den yderste del af skuddene. Koglerne er smalt ægformede med tynde torne på skællene. De sidder nedadvendt i kranse op til fire sammen. Frøene er vingede nødder.
Rodnettet er højtliggende og vidt udbredt.
Højde x bredde og årlig tilvækst: 20 x 8 m (25 x 10 cm/år).

## Voksested
Klitfyr er udbredt i den vestlige del af Nordamerika fra Alaska via Canadas vestlige provinser til Californien. Den foretrækker voksesteder i let skygge og med en jordbund, som er kalkfri eller meget sur. Arten er knyttet til fugtige og kølige lavninger, hvor den er mest konkurrencedygtig, men den findes som iblanding i næsten alle skovtyper i det store udbredelsesområde.
Den forekommer i tre adskilte underarter fra stillehavskysten og indad mod Rocky Mountains og over dem ind i højlandet bagved.
I Danmark er Klitfyr almindeligt plantet i klit- og hedeplantger i Jylland. I det øvrige land ses det hist og her.
Rocky Mountains i staten Wyoming, USA er i vidt omfang dækket af skove, hvor arten indgår i plantesamfundene sammen med bl.a. ene, linnæa, amerikansk asp, canadisk bøffelbær, canadisk hønsebær, Ceanothus velutinus, grønel, grønlandsk post, Mahonia repens (en art af mahonie), Rhododendron albiflorum, Ribes cereum (”voksribs”, en art fra ribs-slægten), rævehalespiræa og Viburnum edule (en art af kvalkved)

## Underarter
- Pinus contorta ssp. contorta – kystform med stive, mørkegrønne nåle, som sidder tæt
- Pinus contorta ssp. latifolia – en indlandsform med brede, udspærrede og fjerntsiddende nåle
- Pinus contorta ssp. murrayana – med kegleformet krone og stive nåle

## Anvendelse
I Danmark bliver arten – mest repræsenteret ved indlands-underarten Pinus contorta ssp. latifolia – særligt plantet på klitter og heder langs den jyske vestkyst. På den måde udnytter man artens tilpasning til en niche med mager jord, kraftig blæst og ringe nedbør, sådan at selv de udpinte, grå klitter kan bindes af et plantedække.
| Portal | Portal:Botanik |

## Note
1. ↑  US Forest Service: Pinus contorta (engelsk)